# Route du Sud 1988
La Route du Sud 1988, dodicesima edizione della corsa e prima con questa denominazione, si svolse dall'8 al 12 giugno su un percorso di 790 km ripartiti in 4 tappe più un cronoprologo, con partenza da Leucate e arrivo a Merignae. Fu vinta dal francese Ronan Pensec della Z-Peugeot davanti al suo connazionale Gilbert Duclos-Lassalle e al britannico Robert Millar.

## Tappe
| Tappa  | Data      | Percorso                              | km  | Vincitore di tappa  | Leader cl. generale |
| ------ | --------- | ------------------------------------- | --- | ------------------- | ------------------- |
| Prol.  | 8 giugno  | Leucate > Leucate (cron. individuale) | 6   | Laurent Fignon      |                     |
| 1ª     | 9 giugno  | Leucate > Castres                     | 184 | Laurent Fignon      |                     |
| 2ª     | 10 giugno | Gaillac > Saint-Gaudens               | 222 | François Lemarchand |                     |
| 3ª     | 11 giugno | Saint-Gaudens > Cauterets             | 148 | Jerome Simon        |                     |
| 4ª     | 12 giugno | Pau > Merignae                        | 230 | Michel Vermote      | Ronan Pensec        |
| Totale | Totale    | Totale                                | 790 |                     |                     |

## Dettagli delle tappe

### Prologo
- 8 giugno: Leucate > Leucate (cron. individuale) – 6 km

| Pos. | Corridore               | Squadra   | Tempo |
| ---- | ----------------------- | --------- | ----- |
| 1    | Laurent Fignon          | Système U | 7'50" |
| 2    | Gilbert Duclos-Lassalle | Z-Peugeot | a 3"  |
| 3    | Remig Stumpf            | Toshiba   | a 4"  |

| Pos. | Corridore | Squadra | Tempo |
| ---- | --------- | ------- | ----- |

### 1ª tappa
- 9 giugno: Leucate > Castres – 184 km

| Pos. | Corridore               | Squadra   | Tempo    |
| ---- | ----------------------- | --------- | -------- |
| 1    | Laurent Fignon          | Système U | 4h27'20" |
| 2    | Mauro Ribeiro           | R.M.O.    | s.t.     |
| 3    | Gilbert Duclos-Lassalle | Z-Peugeot | s.t.     |

| Pos. | Corridore | Squadra | Tempo |
| ---- | --------- | ------- | ----- |

### 2ª tappa
- 10 giugno: Gaillac > Saint-Gaudens – 222 km

| Pos. | Corridore           | Squadra   | Tempo    |
| ---- | ------------------- | --------- | -------- |
| 1    | François Lemarchand | Fagor-MBK | 7h56'56" |
| 2    | Remig Stumpf        | Toshiba   | s.t.     |
| 3    | Danny De Bie        | SEFB      | s.t.     |

| Pos. | Corridore | Squadra | Tempo |
| ---- | --------- | ------- | ----- |

### 3ª tappa
- 11 giugno: Saint-Gaudens > Cauterets – 148 km

| Pos. | Corridore               | Squadra   | Tempo    |
| ---- | ----------------------- | --------- | -------- |
| 1    | Jerome Simon            | Z-Peugeot | 4h31'24" |
| 2    | Ronan Pensec            | Z-Peugeot | a 2"     |
| 3    | Gilbert Duclos-Lassalle | Z-Peugeot | a 2'51"  |

| Pos. | Corridore | Squadra | Tempo |
| ---- | --------- | ------- | ----- |

### 4ª tappa
- 12 giugno: Pau > Merignae – 230 km

| Pos. | Corridore          | Squadra   | Tempo    |
| ---- | ------------------ | --------- | -------- |
| 1    | Michel Vermote     | R.M.O.    | 6h15'14" |
| 2    | Franck Boucanville | Fagor-MBK | s.t.     |
| 3    | Danny De Bie       | SEFB      | s.t.     |

| Pos. | Corridore               | Squadra   | Tempo     |
| ---- | ----------------------- | --------- | --------- |
| 1    | Ronan Pensec            | Z-Peugeot | 21h11'57" |
| 2    | Gilbert Duclos-Lassalle | Z-Peugeot | a 2'40"   |
| 3    | Robert Millar           | Fagor-MBK | a 2'55"   |

## Classifiche finali

### Classifica generale
| Pos. | Corridore                | Squadra               | Tempo     |
| ---- | ------------------------ | --------------------- | --------- |
| 1    | Ronan Pensec             | Z-Peugeot             | 21h11'57" |
| 2    | Gilbert Duclos-Lassalle  | Z-Peugeot             | a 2'40"   |
| 3    | Robert Millar            | Fagor-MBK             | a 2'55"   |
| 4    | Laurent Fignon           | Système U             | a 3'12"   |
| 5    | Régis Clère              | Teka                  | a 8'20"   |
| 6    | Frédéric Brun            | Z-Peugeot             | a 10'23"  |
| 7    | Dominique Garde          | Système U             | a 10'38"  |
| 8    | Jerome Simon             | Z-Peugeot             | a 11'22"  |
| 9    | Gianbattista Baronchelli | Pepsi Cola-Fanini-FNT | a 14'36"  |
| 10   | Edgar Corredor Alvarez   | Café de Colombia      | a 15'30"  |